# Ilgın
Ilgın – miasto w Turcji; w prowincji Konya; 36 tys. mieszkańców (2006). Przemysł spożywczy, włókienniczy.